# Хомвуд (Алабама)
Хомвуд (енгл. Homewood) град је у америчкој савезној држави Алабама. По попису становништва из 2010. у њему је живело 25.167 становника.

## Демографија
Према попису становништва из 2010. у граду је живело 25.167 становника, што је 124 (0,5%) становника више него 2000. године.
| Група             | 2000.          | 2010.          |
| Белци             | 19.566 (78,1%) | 18.118 (72,0%) |
| Афроамериканци    | 3.831 (15,3%)  | 4.342 (17,3%)  |
| Азијати           | 643 (2,6%)     | 553 (2,2%)     |
| Хиспаноамериканци | 702 (2,8%)     | 1.846 (7,3%)   |
| Укупно            | 25.043         | 25.167         |